# Смречно
Смречно (словен. Smrečno) — поселення в общині Словенська Бистриця, Подравський регіон‎, Словенія.